# Pinus ayacahuite
El pino ayacahuite (Pinus ayacahuite; sin.: Pinus ayacahuite var. veitchi (Roezl) Shaw) es conocido con los nombres comunes de pino cahuite, ayacahuite, acalocahuite (nahuatlismos de ayacuáhuitl), cahuite, ocote, pinabete, tuusha, wiyo y wiyoko. Es originario de México, de tierras altas, desde el centro del país hacia el sur. Desde Jalisco, Querétaro e Hidalgo, hacia el sur hasta Chiapas y Honduras. Habita en altitudes entre los 1500 y 3600 metros, en suelos bien drenados y sitios relativamente fríos y húmedos. Es uno de los pinos más importantes y sonados de madera suave de México. Los bosques de este pino proveían de madera para todo tipo de usos y eran utilizados para fabricar Tejamanil (pedazos de madera para hacer los techos de las casas).

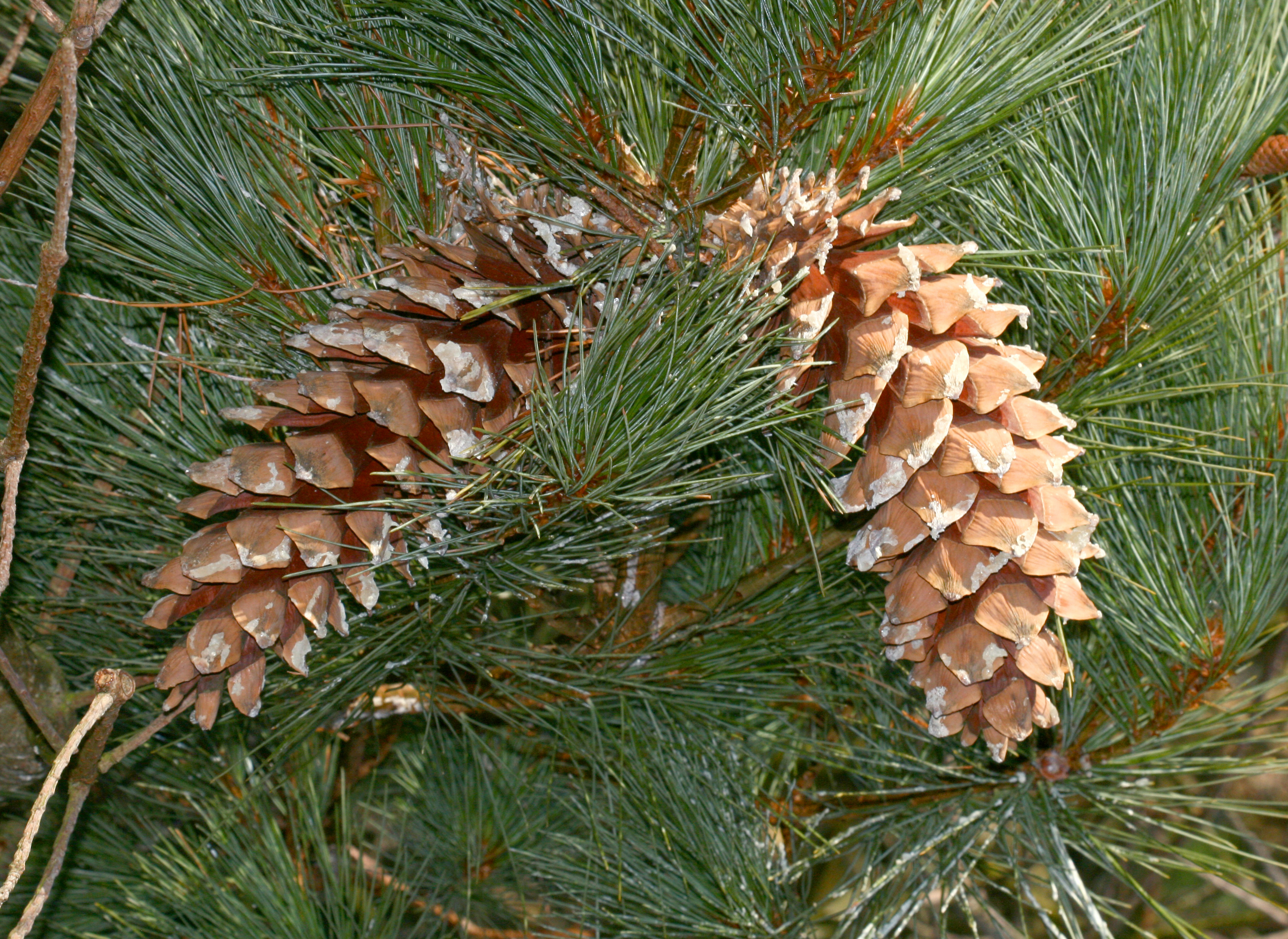
Conos

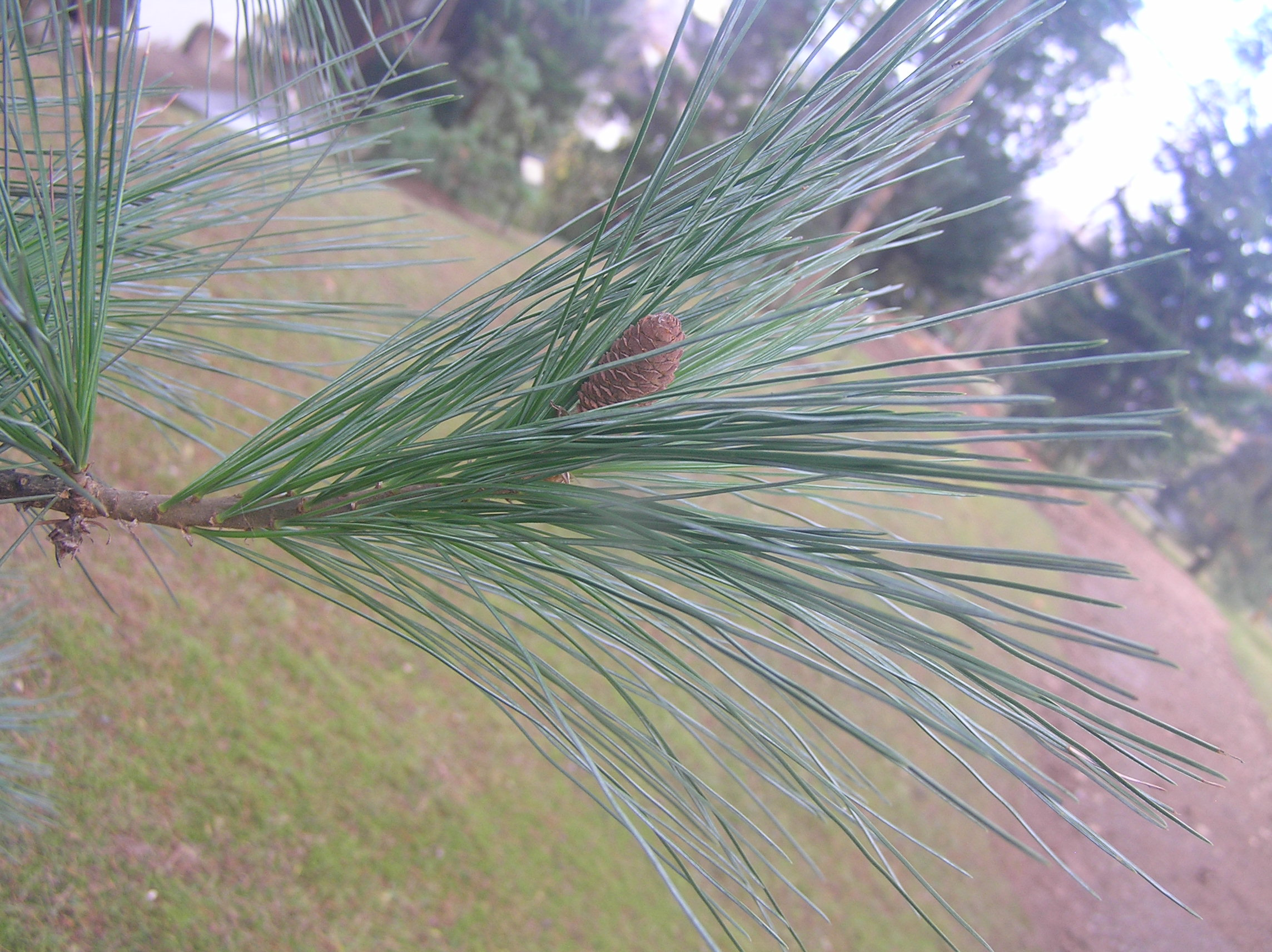
Acículas

## Descripción
Es un miembro del género Pinus, subgénero Strobus, árbol de hasta 40 m de altura (inclusive 50 m) por 1 m de diámetro, de ramas extendidas y verticiladas; corteza grisácea y lisa en los árboles jóvenes, áspera y de color moreno rojizo en los viejos, dividida en placas irregulares.
Ramillas grisáceas a rojizas, en verticilos dobles; base de las brácteas caducas. Hojas de a cinco, de 8 a 15 cm; en fascículos algo espaciados. Son delgadas, triangulares, extendidas, en la extremidad de las ramillas; verdosas, algo obscuras, glaucas en sus caras internas; bordes aserrados, con dientes separados y cortos, a veces apenas visibles. Vainas amarillentas, apergaminadas, escamosas y brillantes de 10 a 15 mm, caedizas. Yemas oblongas, pardas rojizas de 15 mm. Conillos subterminales, casi cilíndricos, de ápice redondo, en pedúnculos de 15 a 23 mm, con escamas anchas. Conos ligeros, subcilíndricos, gradualmente atenuados y bastante encorvados, de 2 a 4 dm de largo, y 5 cm de ancho, y 1 dm cuando abierta. Se encuentran en pares o en grupos de tres, pocas veces solitarios; colgantes y caedizos, de color café amarillento, opacos o muy levemente lustrosos, resinosos, sobre todo en la base del cono y en la punta de las escamas. Pedúnculos de 15 mm. Semillas oscuras de 8 mm de largo, con manchas claras; alas de 30 a 35 mm por 8 de ancho, enteramente adheridas a las semillas.

## Usos
- Combustible: el tronco y las ramas sirven como leña.
- Decorativo: la planta completa se usa como árbol de Navidad.
- Industrial: la resina se usa para producir trementina y brea.
- Medicinal: la resina se usa para tratar trastornos respiratorios, para la tos y como ungüento para infecciones del oído.
- Veterinario: en casos de envenenamiento y padecimientos de la piel

## Hábitat
Es nativa de las montañas del sudeste de México y oriente de América Central, Sierra Madre del Sur y el este del Eje Volcánico Transversal, entre 14° and 21° Lat. N en los estados mexicanos de Guerrero, Oaxaca, Puebla, Veracruz y Chiapas, y en Guatemala, El Salvador y Honduras. Está confinada a altas altitudes, de 2000 a 3500 m s. n. m.
Especie arbórea de hábito terrestre; de altitudes entre 1000 a 2500 m s. n. m., asociados con otras especies. En bosques de pino-encino llega de 2000 a 3000 m s. n. m. Se ubica en exposiciones norte y noreste, en sitios húmedos. Prefiere donde llueva entre 1200 a 3100 mm/año y temperaturas promedio anual entre 13 y 17 °C. Es común en suelos areno-limosos, profundos, de pH ácidos.
A pesar de su origen tropical (el área es al sur del trópico de Cáncer), es sorprendentemente tolerante a frío, habiendo sobrevivido a temperaturas cercanas a -30 °C en Escocia y en Pensilvania, EE. UU. Es probablemente un superviviente los periodos glaciares que quedó "atrapado" en las zonas altas y frescas del trópico al elevarse las temperaturas globales.

## Dasonomía
El manejo de esta especie es para maderamen. Produce entre 3 y 8 m³/ha/año. Para las plantaciones, la semilla se colecta entre septiembre y octubre. La semilla usualmente se siembra de mayo a junio y se trasplanta quince días después.
El aprovechamiento no maderable se realiza sólo para leña combustible. Es un tipo de aprovechamiento regulado en México por la NOM-012-RECNAT-1996, estableciendo medidas prácticas para el aprovechamiento de leña.
Es moderadamente susceptible al hongo Cronartium ribicola, pero en cultivo lo es menos que otros pinos blancos.

## Taxonomía
Pinus ayacahuite fue descrita por Ehrenb. ex Schltdl.  y publicado en Linnaea 12: 492–493. 1838.

### Etimología
Pinus: nombre genérico dado en latín al pino.
ayacahuite: del náhuatl āyauhcuahuitl (de āyahuitl - «niebla», y cuahuitl - «árbol»; "árbol de la niebla")

### Subespecies
- Pinus ayacahuite var. ayacahuite Ehrenb.
- P. ayacahuite var. veitchii (Roezl) Shaw
- P. ayacahuite var. brachyptera Shaw (reclasificado como Pinus strobiformis Engelm.)

### Sinonimia
- Pinus buonapartea Roezl ex Gordon
- P. colorado Parl.
- P. don-pedrii Roezl
- P. durangensis Roezl ex Gordon
- P. hamata Roezl
- P. loudoniana var. don-pedrii (Roezl) Carrière[7][8]
- P. loudoniana Gordon
- P. popocatepetlii Roezl
- P. veitchii Roezl
- P. veitchii var. zempoalensis Gaussen